# Nové Mesto (Bratislava)
| Nové Mesto (Bratislava) | Nové Mesto (Bratislava) |
| ----------------------- | ----------------------- |
| Nové Mesto (Bratislava) |                         |
| Grb                     | Karta                   |
|                         |                         |
| Opći podaci             |                         |
| Kraj:                   | Bratislavský            |
| Okrug:                  | Bratislava III          |
| Regija:                 | Bratislava i okolica    |
| Nadmorska visina:       | m                       |
| Površina:               | 37,5 km²                |
| Stanovništvo:           | 37 040 (2005.)          |
| Gustoća:                | 998 stan./km2           |
| Statistički kôd:        |                         |
| Registarska oznaka:     | BA                      |
| Poštanski broj:         |                         |
| Pozivni broj:           | 02                      |
| Stranica:               | www.banm.sk             |
| Načelnik:               | Rudolf Kusý             |

Nové Mesto (njemački: Neustadt, mađarski: (Pozsony)-Újváros) je gradska četvrt u Bratislavi.
U ovom dijelu grada nalazi se Glavni željeznički kolodvor Bratislave (Bratislava hlavná stanica).

## Podjela
Katastarski je četvrt podijeljena u dva dijela:
- Nové Mesto (9,85 km²)
- Vinohrady (27,63 km²)

te je neslužbeno podijeljena na:
- Ahoj
- Jurajov dvor
- Koliba
- Kramáre
- Mierová kolónia
- Pasienky/Kuchajda